# زالومون مولر
زالومون مولر (انگلیسی: Salomon Müller؛ ۱۸۰۴ – ۱۸۶۴) یک زیست شناس اهل آلمان بود.